# Anna Bosch (Mäzenin)

Anna Bosch auf einem Porträt von Friedrich Zundel

Anna Bosch (geboren als Anna Eugenie Kayser; * 8. März 1864 in Obertürkheim; † 12. Juli 1949 in Tübingen) war die erste Ehefrau des Industriellen Robert Bosch und erste weibliche Ehrenbürgerin der Stadt Tübingen.

## Leben und Wirken

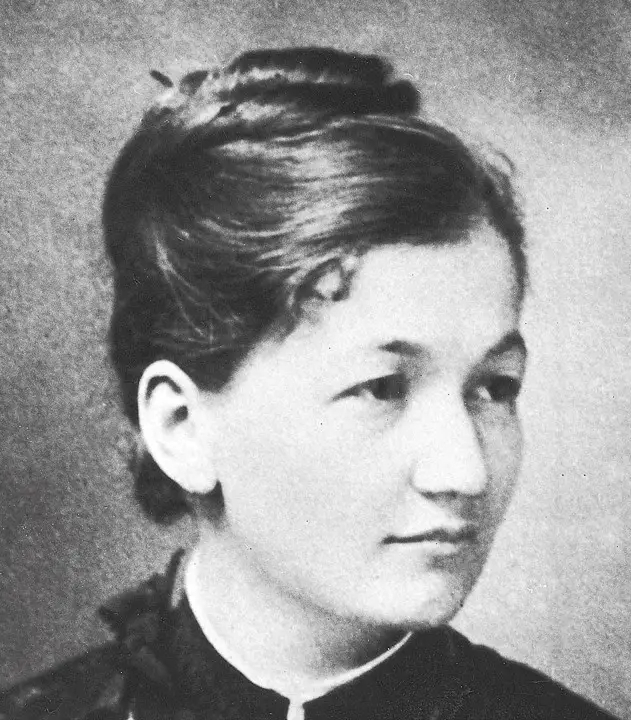
Anna Bosch im Jahr 1886

Anna Kayser wuchs in Obertürkheim auf, das damals noch ein Vorort von Stuttgart war. Ihr Vater war Holzhändler. Sie lernte Robert Bosch kennen – über ihren Bruder Eugen, der mit ihm befreundet war und im Laufe der Zeit zu dessen engstem Mitarbeiter wurde. 1885 verlobte sie sich mit ihm, und am 10. Oktober 1887 heiratete das Paar. Aus der Ehe gingen zwischen 1888 und 1893 drei Töchter und ein Sohn hervor: 1888 Margarete, 1889 Paula, 1891 Robert und 1893 Elisabeth, die schon früh starb.
Zunächst lebte die Familie zur Miete im Stuttgarter Westen, in der Nähe der von Robert Bosch gegründeten Firma. Der Erfolg des Unternehmens ermöglichte es der Familie, 1902 zunächst in eine kleine Villa und 1910 in eine repräsentative Villa im Stuttgarter Osten umzuziehen. Kurz darauf wurde beim Sohn Robert, der als Nachfolger seines Vaters designiert war, Multiple Sklerose diagnostiziert, und er wurde zum Pflegefall. Die Pflege während seiner langen Krankheit übernahm Anna Bosch. Das Familienleben wurde in diesen Jahren von der schweren Krankheit des Sohnes überschattet, der 1921 mit 30 Jahren starb. Danach fiel Anna Bosch – nach der Darstellung ihres Ehemannes – in eine schwere Depression. Die Ehe zerbrach schließlich daran, und 1927 wurde sie geschieden.

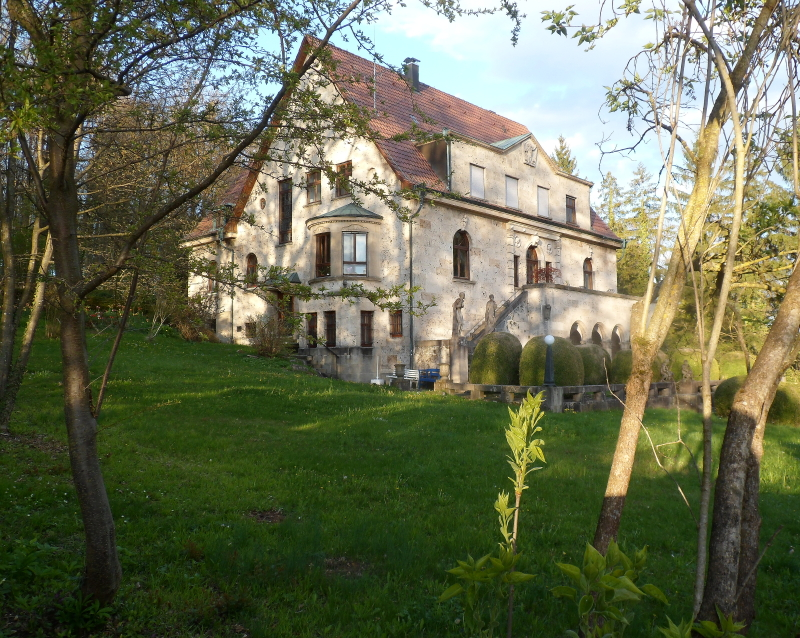
Berghof, Villa Sonnhalde. Hier wohnte Anna Bosch seit 1926. (Foto 2011)

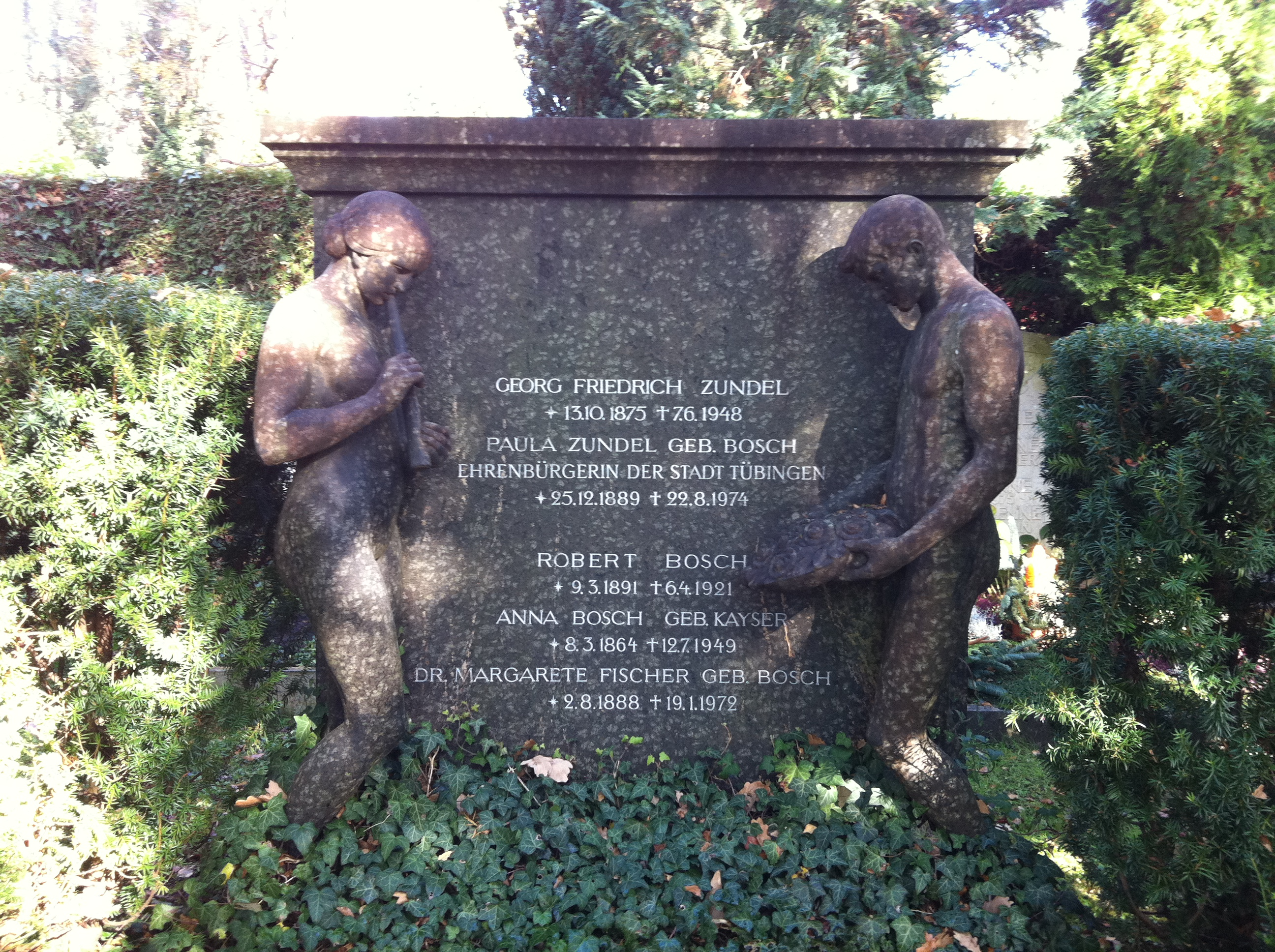
Grab von Anna Bosch auf dem Tübinger Stadtfriedhof

Bereits 1926, kurz vor der Scheidung, zog Anna Bosch nach Lustnau bei Tübingen in die Villa Sonnhalde. Dieses Tuffsteinhaus hatte ihr Schwiegersohn Friedrich Zundel für sie entworfen. Es steht auf dem Berghof in unmittelbarer Nähe des Hauses, das er zuvor für sich und Anna Boschs Tochter Paula erbauen lassen hatte. Dort erholte sich Anna Bosch von ihrer Depression.
In der nachfolgenden Zeit wurde Anna Bosch zusammen mit ihrer Tochter Paula zu einer Wohltäterin von Lustnau. Unter ihren zahlreichen Aktivitäten sind zu nennen:
- Stiftung der Konfirmanden-Kleider für die Jugendlichen von Lustnau
- wiederholte Stiftung hoher Geldbeträge für die Winterhilfe
- Finanzierung eines Kindergartens
- Zuschuss für den Bau der Dorfackerschule
- Zuschuss für den Bau der Turnhalle Lustnau
- Stiftung der Wannenbäder in der Dorfackerstraße nach dem Zweiten Weltkrieg

Anna Bosch starb am 12. Juli 1949 im Alter von 85 Jahren in Tübingen. Sie fand ihre letzte Ruhestätte im Familiengrab Zundel/Bosch auf dem Tübinger Stadtfriedhof, wo auch ihre Kinder bestattet wurden.

## Ehrungen
- Für ihre Verdienste um Lustnau wurde Anna Bosch kurz vor ihrem 70. Geburtstag am 14. Februar 1934 zur Ehrenbürgerin der Stadt Tübingen ernannt, da Lustnau zur gleichen Zeit nach Tübingen eingemeindet wurde.[3] Sie war die erste Frau, die von der Stadt Tübingen mit dieser Auszeichnung geehrt wurde.
- Gleichzeitig wurde in Lustnau der westliche Abschnitt der Neuhaldenstraße in Anna-Bosch-Straße umbenannt. Sie verläuft zwischen der Pfrondorfer Straße und der Kreuzung Viktor-Renner-Straße/Friederich-Zundel-Straße.
- Zu ihrem 70. Geburtstag veranstaltete die Stadt zu ihren Ehren einen Fackelzug.[4]
- Ihr Enkel Georg Zundel gründete und erbaute Mitte der 1960er Jahre in der Viktor-Renner-Straße auf einem Grundstück, das ursprünglich zum Berghof gehörte, das Studentenwohnheim Neuhalde. Es wurde umgangssprachlich auch Anna-Bosch-[Studentenwohn-]Heim genannt.[5]